# Ostrzeszów (gromada)
Ostrzeszów – dawna gromada, czyli najmniejsza jednostka podziału terytorialnego Polskiej Rzeczypospolitej Ludowej w latach 1954–1972.
Gromady, z gromadzkimi radami narodowymi (GRN) jako organami władzy najniższego stopnia na wsi, funkcjonowały od reformy reorganizującej administrację wiejską przeprowadzonej jesienią 1954 do momentu ich zniesienia z dniem 1 stycznia 1973, tym samym wypierając organizację gminną w latach 1954–1972.
Gromadę Ostrzeszów z siedzibą GRN w mieście Ostrzeszowie (nie wchodzącym w skład gromady) utworzono 1 stycznia 1960 w powiecie ostrzeszowskim w woj. poznańskim z obszarów zniesionych gromad: Niedźwiedź, Rojów i Siedlików w tymże powiecie.
W 1965 gromada miała 27 członków GRN.
4 lipca 1968 do gromady Ostrzeszów włączono obszar zniesionej gromady Rogaszyce w tymże powiecie.
1 stycznia 1970 do gromady Ostrzeszów włączono 1.404,55 ha z miasta Ostrzeszów w tymże powiecie, natomiast 8,89 ha (część wsi Rojów) z gromady Ostrzeszów włączono do miasta Ostrzeszów.
31 grudnia 1971 do gromady Ostrzeszów włączono obszar zniesionej gromady Szklarka Przygodzicka w tymże powiecie.
Gromada przetrwała do końca 1972 roku, czyli do kolejnej reformy gminnej. 1 stycznia 1973 w powiecie ostrzeszowskim reaktywowano zniesioną w 1954 roku gminę Ostrzeszów.